# ZNF318
ZNF318‏ (Zinc finger protein 318) هوَ بروتين يُشَفر بواسطة جين ZNF318 في الإنسان.